# Аскасо, Франсиско
Франсиско Аскасо Абадиа (исп. Francisco Ascaso Abadia; 1 апреля 1901 Альмундевар, Уеска — 20 июля 1936 Барселона) — испанский анархо-синдикалист, участник гражданской войны в Испании

## Семья
Родился в крестьянской семье в которой было 10 детей выжило из которых только четверо. Старшие братья Доминго (1895 г.р) будет убит коммунистами во время штурма здания Telefónica в мае 1937 года в Барселоне, а Александро (1898 г.р) будет вынужден эмигрировать в Коста-Рику и скрываться под чужим именем. Сестра Мария тоже вышла замуж за испанского анархиста Луиса Риера.
В 1917 году Франсиско становится членом CNT в Сарагосе. В 1919 году он вошел в состав группы «Волунтад» в том же году его арестовали за подстрекательство к восстанию
В 1920 становится членом группы «Лос Юстииерос» и снова обвиняется в убийстве. Он уехал в Барселону в 1922,работал пекарем и официантом. Его группа стала известной как Лос Solidarios, объединив анархистские фигуры, такие как Буенавентура Дуррути, Хуан Гарсия Оливер, Антонио Ортис и Грегорио Ховер. Они стали активными в репрессиях против головорезов, нанятых компаниями против членов профсоюза, и они осуществили несколько нападений на банки.
Летом в 1923 году Аскасо и Дурутти убивают кардинала Сарагосы Хуана Сольдевилья-и-Ромеро обвинив кардинала в финансировании лояльного к власти монарха профсоюзное движение. Того же года фактическим правителем испанского королевства становится премьер-министр, генерал Мигель Примо Де Ривера установив режим диктатуры. Преследуемые властью Аскасо и Дурутти начали движение в страны Латинской Америки, найдя пристанище в Аргентине.
Позже они перебираются в Париж где Дурутти открывает книжный магазин которая впоследствии становится штаб-квартирой европейских анархистов. К ним присоединяется еще один известный испанский анархист Грегорио Ховер. В Париже они готовят покушение на короля Испании Альфонсо XIII, покушение кажется неудачным и 25 июня 1926 задержаны французской полицией Аскасо и Дурутти, осуждены до шести лет тюремного заключения за хранение оружия.

## Гражданская война и смерть
Аскасо оставался во Франции пока в 1931 году была провозглашена Вторая Испанская Республика. Он возвращается в Испанию и создает боевую группу «Носотрос» (из испанской «мы») более радикальную, чем Федерация Анархистов Иберии (FAI). В январе 1932 года восстают фигольские шахтеры которые провозглашают себя либертарными коммунистами, Дурутти и Аскасо поддерживают восставших. Впоследствии восстание было придушено армией, Аскасо арестовывают и депортируют к испанской колонии в Экваториальной Гвинее позже к тюрьме Санта-Мария где они устраивают тюремный мятеж и в сентябре 1932 года убегают на Канарские острова, где их встречают как героев. В 1934—1935 годах Аскасо становится секретарем каталонской Национальной конфедерации труда (CNT) и редактором газеты «Солидаридат Обрера» 1 мая 1936 года присутствовал на конгрессе НКТ в Сарагосе. 18 июля 1936 года в Барселоне восстают войска мятежников под командованием Франко — взрывается гражданская война. Однако анархисты готовы к этому и на следующий день организуют сопротивление на баррикадах, а Аскасо отвечает за координацию боя и связи. Погиб Франсиско Аскасо 20 июля 1936 года во время штурма казарм Антаразанас где окопались фашистские повстанцы.